# Zalesie (Małdyty)
Pour les articles homonymes, voir Zalesie.
Zalesie est un village polonais de la voïvodie de Varmie-Mazurie, dans le powiat d'Ostróda.